# Ampolla de vi

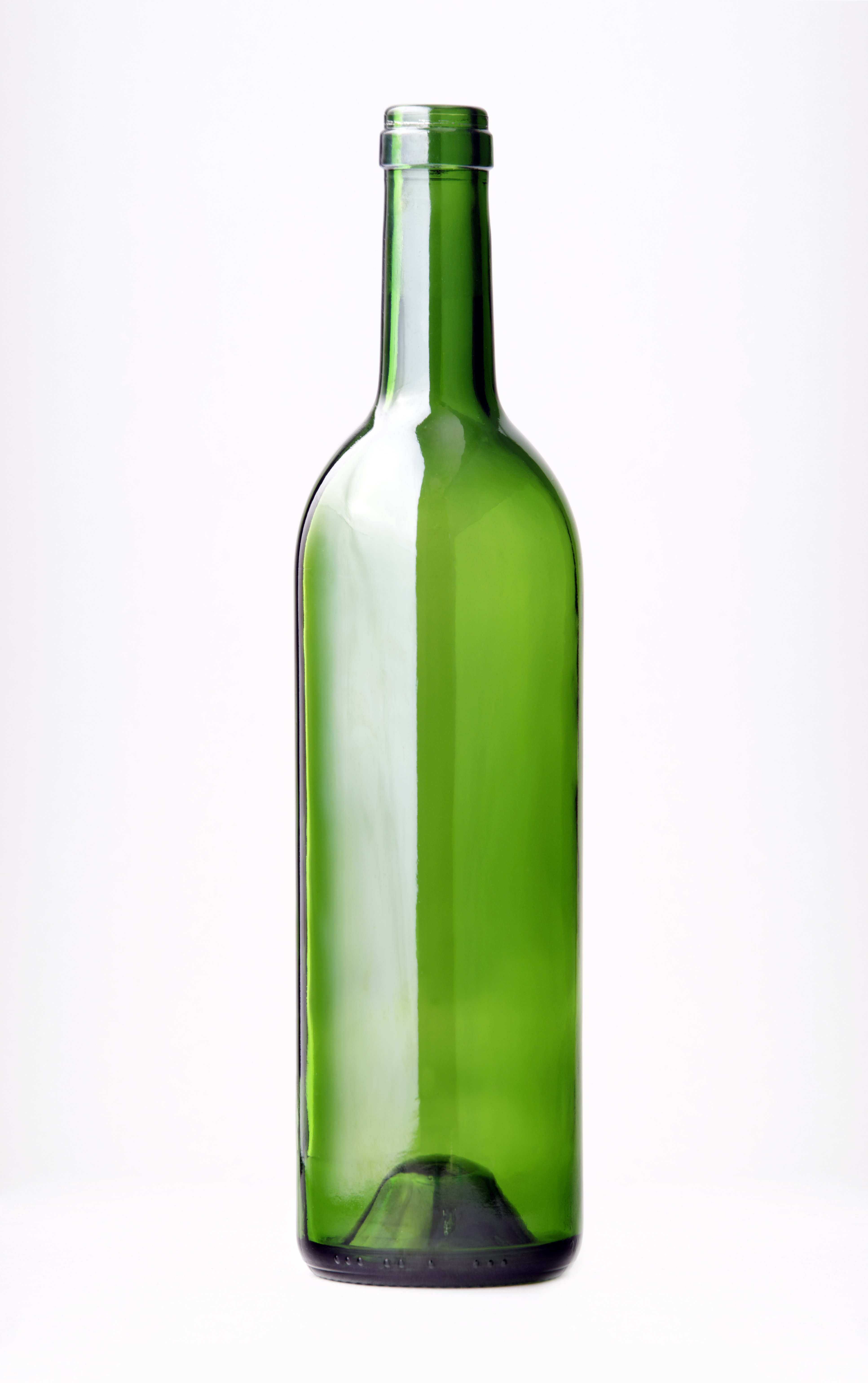
Ampolla de vi

L'ampolla de vi és un recipient de vidre que permet la conservació òptima del vi i altres begudes obtingudes del raïm mitjançant la fermentació alcohòlica del most o suc. L'etiquetatge, que inclou informació com el nom, denominació d'origen i varietats, influeix significativament en la decisió de compra del consumidor. La forma, mida i color de l'ampolla afecten l'evolució i la conservació del contingut. A l'època romana, els vins s'emmagatzemaven en àmfores de 26 litres, però després de conquerir Bordeus, es van començar a utilitzar barrils de roure de 900 litres, que amb el temps es van reduir a 225 litres per facilitar-ne el maneig. Al segle XVIII, Borgonya va començar a utilitzar ampolles de vidre de 500-700 ml per emmagatzemar i transportar el seu vi. L'ampolla de vi de 750 ml, establerta a Bordeus a mitjans del segle XIX, es va convertir en l'estàndard per diverses raons pràctiques. A més, era econòmicament viable per als productors.

## Classificació de les ampolles segons la forma
La forma de l'ampolla de vi té un propòsit tant funcional com identificatiu, reflectint la seva procedència i el tipus de vi que conté. Els dissenys sense arestes faciliten una millor maduració del vi. Els noms de les ampolles sovint es deriven del seu origen geogràfic, i es poden classificar en diferents tipus basats en la seva forma, color i mida.
- Bordelesa: cilíndrica amb espatlles marcades, per vins blancs i negres. Mesura i diàmetre estàndards: 27.9 cm. i 7.66 cm.
- Borgonya: ampla amb coll llarg, per vins negres. Mesura i diàmetre estàndards: 28.7 cm. i 80.5 cm.
- Rin o Renana: alta amb espatlles estretes, vidre caramel. Mesura i diàmetre estàndards: 35 cm. i 7.6 cm.
- Champagne i Cava: ampla, parets gruixudes, per resistir la pressió. Mesura i diàmetre estàndards: 30 cm i 8.84 cm.
- Xerès: estilitzada amb coll bombat, per vins de Xerès. Mesura i diàmetre estàndards: 28.6 cm i 7.5cm
- Francònia: aplanada amb coll cilíndric. Mesura i diàmetre estàndards: 22 cm i 15 cm.
- Porto: coll llarg i espatlles poc marcades, vidre fosc.
- Chianti: curta amb forma de panxa, coberta de palla.

## Classificació de les ampolles segons el color
Tot i que la forma de l'ampolla té un valor estètic, el color del vidre és crucial per conservar el vi adequadament, protegint-lo de la llum; els colors foscos s'utilitzen per vins de guarda i el vidre transparent per vins de consum ràpid, ressaltant el color brillant dels vins joves blancs i rosats.
- Blanc: Per vins dolços, blancs i rosats.
- Verd fosc: Per vins negres i caves.
- Verd clar: Per vins blancs.
- Ambre: Per vins blancs.

## Classificació de les ampolles segons la mida
La mida estàndard de l'ampolla de vi és de 75 cl, ideal per a un consum moderat durant un àpat, tot i que la seva popularitat es deu a diversos factors. Altres mides comunes inclouen les mitges ampolles i les de quart, aquestes últimes utilitzades en espais reduïts com hotels i avions. També hi ha formats menys coneguts, com el màgnum de 1,5 litres, la Jéroboam de 3 litres, i altres mides més grans com la Mathusalem (6L), Salmanazar (9L), Balthazar (12L), Nabuchodonosor (15L) i Melcior (18L), utilitzades en ocasions especials.
El següent seria el rang de mides d'ampolles, de menor a major.
- 18cl: quart d'ampolla, Piccolo o Benjamín.
- 37 cl: mitja ampolla
- 50 cl: Frasca o ampolla de mig litre.
- 62 cl: Clavelín.
- 75 cl: ampolla regular
- 150 cl: Màgnum.
- 300 cl: Doble Màgnum
- 450 cl: Jeroboam.
- 600 cl: Imperial.
- 600-640 cl: Matusalem.
- 900 cl: Salmanazar.
- 1.200-1.280 cl: Baltasar.
- 1.500-1.600 cl: Nabucodonosor.
- 1.800 cl: Salomó.